# Emil Jula
Emil Gabriel Jula (Cluj-Napoca, 3 gennaio 1980 – 22 agosto 2020) è stato un calciatore rumeno, di ruolo attaccante.
È morto a soli quarant'anni, a causa di un infarto.